# Kinderbedankkaart
Een kinderbedankkaart is een kaart die men ontvangt als dank en als blijk van waardering voor de inzet bij de verkoop van kinderpostzegels. 
De kinderbedankkaart wordt door de Stichting Nederlands Comité voor Kinderpostzegels in verschillende varianten ter beschikking gesteld aan:
- leden van plaatselijke comités (C-kaart),
- medewerkers aan de kinderpostzegelactie op scholen (S-kaart),
- bedrijven die veel kinderpostzegels gebruiken (B-kaart),
- de Filatelistische Dienst van de PTT, bestemd voor relaties van de Filatelistische Dienst die kinderpostzegels verkopen (FD-kaart).

De verschillende type kaarten zijn grotendeels identiek, maar bevatten verschillende teksten. De kaarten worden echter niet aan verzamelaars beschikbaar gesteld.
In de kinderbedankkaart zit meestal een (gestempelde) postzegel die verband houdt met de afbeelding op de kaart. Zodoende is de kinderbedankkaart verwant aan de maximumkaart.

## Trivia
- Er bestaan in Nederland meer bedankkaarten gerelateerd aan de verkoop van toeslagzegels: Zomerzegelbedankkaart (Zomerzegels), Watersnood (1953), Kankerbestrijding (1969), Rode Kruis (1978 + 1983) en Amphilex (1967).